# Sergio Valech
Sergio Valech Aldunate, né le 21 octobre 1927 à Santiago, et mort le 24 novembre 2010  à Santiago,  est un évêque chilien, qui fut évêque auxiliaire de Santiago du Chili. Engagé à la tête de la Commission nationale sur l'emprisonnement politique et la torture chargée d'enquêter sur le régime militaire d'Augusto Pinochet, il a donné son nom au Rapport Valech issu de ces enquêtes.

## Biographie
Sergio Valech est né à Santiago et ordonné prêtre le 28 juin 1953. 
Il a été évêque auxiliaire de Santiago du 27 août 1973 au 3 mars 2003. 
Le 18 octobre 1973, il a été nommé évêque titulaire de Zabi (de). 
Il a notamment œuvré pour la défense des droits de l'homme pendant la dictature de Pinochet, étant un temps à la tête du Vicaría de la Solidaridad, puis après la chute du régime en menant une Commission d'enquête sur la dictature entre 2004 et 2005.